# Battaglia del fiume Rindaco
La battaglia del fiume Rindaco fu uno scontro combattuto nel 74 a.C. nei pressi del fiume dell'attuale Turchia nord-occidentale, nel corso della terza guerra mitridatica, tra l'esercito della Repubblica romana, comandato da Lucio Licinio Lucullo, e la cavalleria di Mitridate VI del Ponto che da Cizico si dirigeva in Bitinia.

## Contesto storico
All'inizio della primavera del 74 a.C., Mitridate si affrettò a marciare contro la Paflagonia con i suoi due generali, Tassile ed Ermocrate, disponendo poi di invadere anche la Bitinia, divenuta da poco provincia romana in seguito alla morte del suo re, Nicomede IV, che aveva lasciato il suo regno in eredità ai Romani. L'allora governatore provinciale, Marco Aurelio Cotta, uomo del tutto imbelle, non poté far altro che fuggire a Calcedonia con quante forze aveva a disposizione. Mitridate, giunto anch'egli nei pressi di Calcedonia, attaccò prima l'avamposto del prefetto della flotta, Nudus, costringendo quest'ultimo a ritirarsi fin sotto le porte della città, poi una volta ottenuto questo primo successo "di terra", trasferì la sua flotta fino al vicino porto della città, lo stesso giorno e ottenne una nuova vittoria navale. Sembra che sia Nudo sia Cotta non fecero alcuna resistenza, rimanendosene chiusi tra le mura cittadine. In questo primo scontro i Romani persero circa 3 000 soldati, tra cui Lucio Manlio, un uomo di rango senatorio. Mitridate al contrario perse solo 20 tra i suoi Bastarni, che erano stati i primi ad entrare nel porto.
Questa volta Roma non si fece trovare impreparata. Fu scelto come generale, per questa nuova fase della guerra contro il re del Ponto, il console Lucio Licinio Lucullo, il quale portò con sé da Roma una legione, a cui si aggregarono le due di Flavio Fimbria, oltre ad altre due presenti nella regione, raggiungendo il numero complessivo di circa 30 000 fanti e 1 600 cavalieri. Giunto in Asia, raggiunse Mitridate, che si era accampato nei pressi di Cizico.
Lucio Licinio Lucullo, giunto in prossimità del nemico, appreso dai disertori che l'esercito del re contava ben 300 000 uomini (tra armati ed addetti alle salmerie, ecc.) e che tutti i suoi rifornimenti giungevano sia via terra, sia via mare, decise di porre il suo castrum vicino a quello di Mitridate, ma su una collina facilmente difendibile, dove avrebbe potuto sia ottenere gli approvvigionamenti, che "tagliare" quelli del nemico.
Anche se Mitridate era forse ancora in tempo a sfondare le linee romane grazie alla forza di un numero di armati assai superiore, evitò di farlo, pensando invece di concentrarsi il più possibile nell'assedio della città di Cizico, disponendo in modo adeguato tutti i suoi apparati e macchinari vari sotto le mura nemiche, pensando di trovare così la soluzione al fatto che si trovava ormai in una cattiva posizione per mancanza di adeguati approvvigionamenti. E poiché disponeva di moltissimi soldati, li spinse all'assedio in ogni modo possibile, ma preferì privarsi di tutti i cavalli che aveva a disposizione, poiché non li riteneva utili in questo assedio, per la mancanza di cibo e del terreno che rovinava loro gli zoccoli. Così decise di mandarli tutti in Bitinia, insieme agli animali da soma ed a quei soldati che risultavano feriti, aggirando però lo schieramento romano.

## Battaglia
Appiano di Alessandria e Plutarco raccontano che Lucullo, venuto a conoscenza di ciò, tornò al suo accampamento quando era ancora notte, e la mattina presto, a dispetto di una tempesta, prese con sé dieci coorti di fanti e la sua cavalleria, ed iniziò ad inseguire il nemico, anche se cadeva la neve in condizioni di estrema difficoltà. Molti dei suoi soldati, a causa del freddo, furono lasciati indietro ma con la maggior parte Lucullo raggiunse il nemico presso il fiume Rhyndacus e gli inflisse una terribile sconfitta, tanto che le donne della vicina città di Apollonia, dopo la battaglia portarono via i bagagli rimanenti e spogliarono i soldati pontici uccisi. Ben 6 000 cavalli e 15 000 uomini furono catturati, oltre a un numero imprecisato di animali da soma ed una grande quantità di approvvigionamenti, che furono portati nel campo base di Lucullo nei pressi di Cizico.

## Conseguenze
Dopo questa prima vittoria di Lucio Licinio Lucullo, le truppe di Mitridate ripresero l'assedio della città di Cizico, ma furono a loro volta assediate dalle truppe romane.